# 衡恭王墓
衡恭王墓，位于山东省潍坊市青州市王坟镇王坟村，是中华人民共和国山东省文物保护单位之一。
1992年6月12日，授予山东省文物保护单位，是一座古墓葬。